# タイワンハチジョウナ
タイワンハチジョウナ（Sonchus wightianus）とは、キク科ノゲシ属の一種。
ヨーロッパ原産で、外来種として世界的に分布する。道端や荒地で見られる。背丈は高く、80～150cmほどにもなる。ノゲシ同様に茎は直立し、頭頂部で分枝し数個の頭花をつける。葉は比較的下部につき、茎を抱く。